# Правительство Алаш-Орды
Вре́менный наро́дный сове́т Ала́ш-Орды́ (Прави́тельство Алаш-Орды) (каз. Алаш Орда үкіметі) — высший региональный исполнительно-распорядительный и законодательный орган государственной власти в Алаш-Орде, существовавший с декабря 1917 по марта 1920 года.
Во Втором всеказахском съезде был образован временный народный совет «Алаш-Орда» из 25 членов, 10 мест из которых предоставлялись русским и представителям других народов края. Местом пребывания Алаш-Орды был определён Семипалатинск, левая часть которого позднее получила название Алаш-кала.
Состав Временного народного Совета Алашорды.

## Члены Временного народного Совета Алашорды
Члены народного правительства 
| №            | Фото | ФИО                                | Годы жизни | Административная единица | Профессия                                       | Место рождения | Племя, род                           |
| ------------ | ---- | ---------------------------------- | ---------- | ------------------------ | ----------------------------------------------- | --- | ------------------------------------ |
| 1            |      | Таначев, Валидхан Шерафеддинович   | 1887—1968  | Букеевская губерния      | юрист                                           | Атырау | Байулы, Шеркеш. Дербес. (Каракемпыр) |
| 2            |      | Досмухамедов, Халел Досмухамедович | 1883—1939  | Уральская область        | военный врач                                    | Уральская область, Гурьевский уезд, Тайсойганская волость, (ныне Кзылкогинский район Атырауской области)                           | Байулы, Бериш                        |
| 3            |      | Турлыбаев, Айдархан Турлыбайулы    | 1877—1937  | Акмолинская область      | юрист                                           | Акмолинская область Кокчетавский уезд, Мезгильская волость.                                                                        | Аргын, Карауыл                       |
| 4            |      | Беремжанов, Ахмет Кургамбекович    | 1871—1927  | Тургайская область       | юрист                                           | Тургайский уезд Тосынская волость                                                                                                  | Аргын, Шакшак                        |
| 5            |      | Габбасов, Халел Ахметжанулы        | 1888—1931  | Семипалатинская область  | физик-математик                                 | Шаганская волость Семипалатинского уезда Семипалатинской области                                                                   | Тобыктинский толенгит                |
| 6            |      | Аманжолов, Садык Аюкеевич          | 1889—1941  | Семиреченская область    | юрист                                           | Бакайская волость, Верненский уезд, Семиреченская область, (ныне Каратурык, Енбекшиказахский район, Алматинская область)           | Канглы                               |
| 7            |      | Шокай, Мустафа                     | 1890—1941  | Сырдарьинская область    | юрист                                           | Сырдарьинская область, Перовский уезд, Наршоқы                                                                                     | Кыпшак, Торы                         |
| Вне областей |      |                                    |            |                          |                                                 | |                                      |
| 8            |      | Букейханов, Алихан Нурмухамедович  | 1866—1937  | Арқа                     | экономист, председатель правительства Алаш-Орды | Токраунская волость, Каркаралинский уезд, Семипалатинская область                                                                  | Торе                                 |
| 9            |      | Досмухамедов, Жаханша              | 1887—1938  | Уральская область        | юрист                                           | Уральская область, Уральский уезд, Жымпитинская волость                                                                            | Байулы, Тана                         |
| 10           |      | Ермеков, Алимхан Абеуович          | 1891—1970  | Қарқаралы                | математик                                       | аул Бөріктас, Каркаралинский уезд Семипалатинской области (ныне Актогайский район (Карагандинская область) Карагандинской области) | Аргын, Каракесек                     |
| 11           |      | Тынышпаев, Мухамеджан Тынышпаевич  | 1879—1937  | Семиреченская область    | инженер                                         | предгорье Жиланды, Маканчи-Садыровская волость, Лепсинский уезд, Семиреченская область                                             | Найманы, Садыр                       |
| 12           |      | Кулманов, Бахтигирей Ахметович     | 1859—1919  | Букеевская губерния      | востоковед                                      | аул Никольск Астраханская губерния (Курмангазинский район Атырауской области — ныне)                                               | торе                                 |
| 13           |      | Акпаев, Жакып                      | 1876—1931  | Арқадан                  | юрист                                           | аул Тониректас Бериккаринской волости Каркаралинского уезда Семипалатинской области                                                | Аргын, Каракесек                     |
| 14           |      | Маметов, Базарбай                  | 1888—1946  | Семиреченская область    | юрист                                           | Балхаш-Лепсинская волость, Лепсинский уезд, Семиреченская область                                                                  | Найманы, Садыр                       |
| 15           |      | Альжанов, Отыншы                   | 1873—1918  | Шығыс Қазақстан          | учитель-просветитель                            | Нарынская волость, Зайсанский уезд, Семипалатинская область                                                                        | Найманы, Каракерей                   |

## Кандидаты в члены правительства Алаш-Орды
1. Кашкинбаев, Иса Таумышулы (1891—1948) — Теке, врач; Байулы, Тана[источник не указан 850 дней]
2. Нусупбек Жакыпбаев (1890—1932) — Семиреченская область, врач;
3. Ережеп Итбаев (1873—1936, задержан в 1930) — Семипалатинская область, юрист; Қараби
4. Сабатаев, Сатылган (1874—1921) — Семиреченская область, Каскелен;
5. Касаболатов, Есенгали (1889—1938) — Теке, врач;
6. Ниязов, Батыркайыр (1872—1924) — Букеевская губерния, юрист;
7. Боштаев, Мукыш (1888—1921) — Баянауыл, юрист; Аргын, Суйиндык, Айдабол
8. Жанайдаров, Сейлбек Мейрамулы (1884—1929) — Атбасар, юрист;
9. Нуралыханов, Салимгерей Зулкарнаевич (1878—1938) — Букеевская губерния, юрист; торе
10. Алмасов, Омар (1820 —1922) — Тургайская область, народный учитель; Найманы, Каракерей
11. Кадырбаев, Сейдазим Кулмухамедович (1885—1938) — Тургайская область, юрист;
12. Кенжин, Аспандияр (1887—1938) — Гурьев, народный учитель;
13. Бекимов, Молданияз (1882—?, неизвестно после 1930) — Теке, военнослужащий; Байулы, Алаша
14. Есен Турмагамбетов (1883 — ?) — Тургайская область;
15. Солтоноев, Белек (в документах — Жанеке, Жапеке) (1878—1938) — Семиреченская область, киргиз, ветеринар.[4]

## Члены учебной комиссии Алаш Орда
1. Байтурсынов, Ахмет (1872—1937) — Тургайская область, Оренбургская киргизская (казахская) учительская школа (1895); Аргын, Шакшак
2. Жумабаев, Магжан (1893—1938) — Петропавловский уезд, Омская учительская семинария (1917); Аргын, Атыгай
3. Омаров, Елдес (1892—1937) — Кустанайский уезд, Оренбургская учительская школа (1911); Кыпшак, Карабалык
4. Сарсенов, Биахмет Шигедекович (1885—1921) — Семипалатинская область, Семипалатинская учительская семинария (1939); Найманы, Каракерей
5. Шонанов, Телжан (1894—1938) — Иргизский уезд, Оренбургская киргизская (казахская) учительская школа (1916). Алимулы, шомекей[5]

## Правовой статус в Советской России
На основании постановления ВЦИК от 4 апреля 1919 года Президиум ВЦИК 3 июля 1919 года предложил Киргизскому и Сибирскому ревкомам, а также Челябинскому губисполкому разъяснить, что Президиум допускает бывших членов правительства Алаш-Орды к советской работе и категорически запрещает преследовать их за прошлую деятельность.